# Aqua (Edgar Froese)
Aqua is het eerste soloalbum van Edgar Froese van Tangerine Dream.  Alhoewel Tangerine Dream toen regelmatig in de Britse lp-lijsten stond, haalde de solos-escapades van Froese nimmer een notering.
In de jaren 70 werd de muziek van Tangerine Dream gestroomlijnder. Froese was echter begonnen in de experimentelere vorm van de elektronische muziek. Die muziek verscheen dan ook op zijn eerste soloalbum, dat meer doet denken aan de elektronische muziek van de jaren 60. 
Het album kwam in twee versies, Brain Records bracht een iets kortere versie uit in sommige landen, Virgin Records een iets langere. Op de versie van Virgin werd vermeld dat het voor het beluisteren van de speciale effecten raadzaam is tracks 3 en 4 per koptelefoon te beluisteren. Er was een speciale techniek gebruikt tijdens de opnamen (Artificial head systeem van Gunther Brunschen). Track 1 wordt overheerst door het geluid van stromend water. 

## Musici
- Edgar Froese – synthesizers
- Christopher Franke – Moog op ngc 891

Franke was een medelid van Tangerine Dream

## Muziek

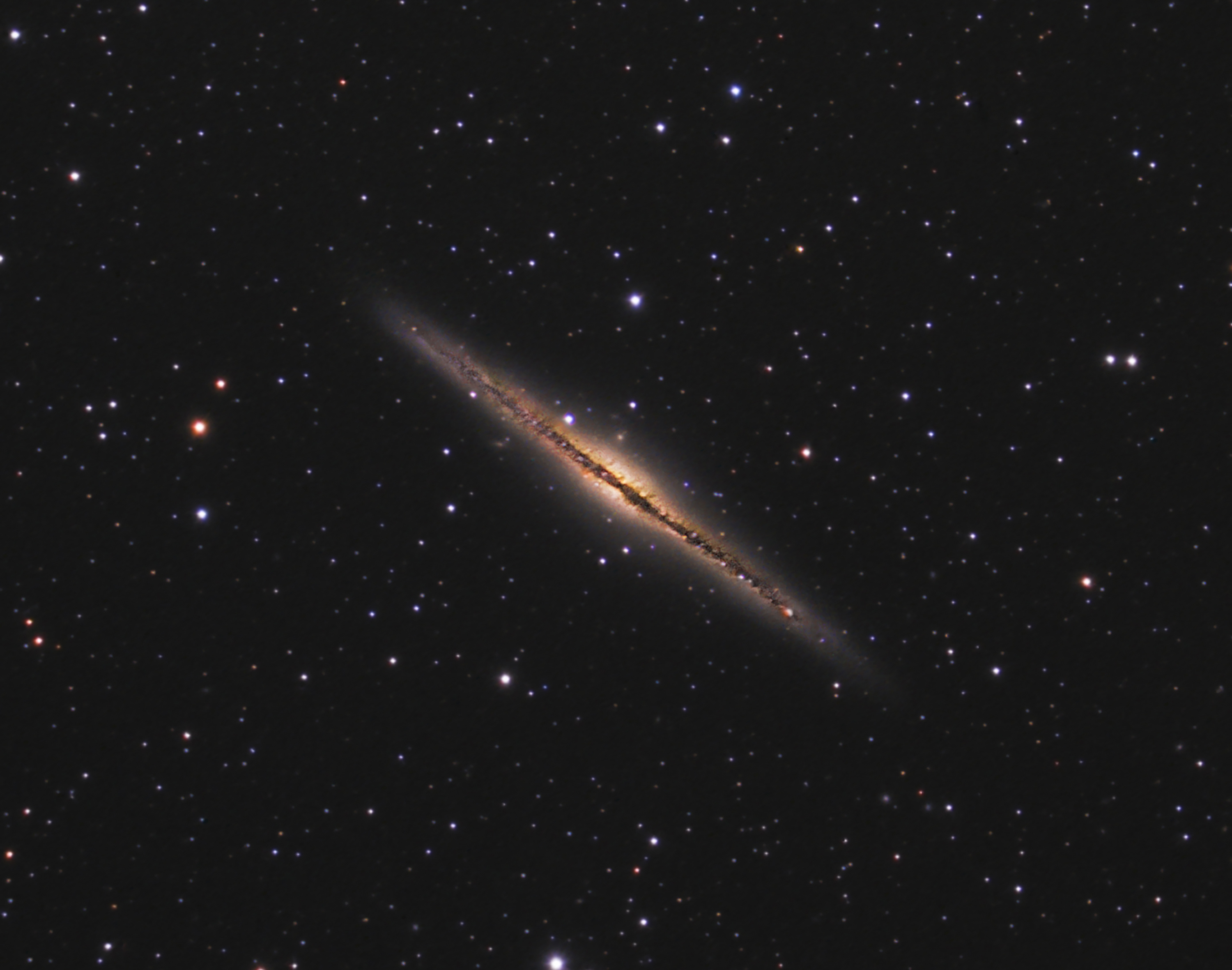
NGC 891

| Nr. | Titel       | Duur  |
| --- | ----------- | ----- |
| 1.  | aqua        | 16:58 |
| 2.  | panorphelia | 9:38  |

| Nr. | Titel   | Duur  |
| --- | ------- | ----- |
| 1.  | ngc 891 | 14:50 |
| 2.  | upland  | 6:31  |